# Новики (Жлобинский район)
Новики (бел. Навікі) — деревня в Малевичском сельсовете Жлобинского района Гомельской области Белоруссии.

## География

### Расположение
В 4 км на северо-запад от Жлобина, 2 км от станции Жлобин-Западный (на линии Бобруйск — Жлобин), 97 км от Гомеля.

## Гидрография
На реке Белица (приток река Добосна).

## Транспортная сеть
Транспортные связи по просёлочной, а затем автомобильной дороге Бобруйск — Гомель. Планировка состоит из прямолинейной меридиональной улицы, застроенной двусторонне, неплотно деревянными усадебными домами.

## История
По письменным источникам известна с начала XIX века как деревня в Луковской волости Рогачёвского уезда Могилёвской губернии. Согласно ревизии 1816 года владение Жуковских. Согласно переписи 1897 года находились хлебозапасный магазин, ветряная мельница. В 1909 году 365 десятин земли.
В 1930 году организован колхоз. Во время Великой Отечественной войны в сентябре 1943 года оккупанты полностью сожгли деревню и убили 13 жителей. 82 жителя погибли на фронте. В 1966 году к деревне присоединён посёлок Придорожье. В составе совхоза имени В. И. Козлова (центр — деревня Малевичи).

## Население

### Численность
- 2004 год — 30 хозяйств, 64 жителя.

### Динамика
- 1816 год — 18 дворов, 74 жителя.
- 1881 год — 21 двор, 129 жителей.
- 1897 год — 39 дворов, 303 жителя (согласно переписи).
- 1909 год — 46 дворов, 308 жителей.
- 1925 год — 77 дворов.
- 1940 год — 48 дворов, 149 жителей.
- 1959 год — 169 жителей (согласно переписи).
- 2004 год — 30 хозяйств, 64 жителя.